# Линет Скаво
Линет Скаво (енгл. Lynette Scavo) је измишљени лик из Еј-Би-Си-јеве телевизијске серије Очајне домаћице у интерпретацији америчке глумице Фелисити Хафман. Хафманова је освојила Емија за Истакнуту женску улогу у категорији комичних серија 2005.
| „                              | Покушале смо да будемо твоје пријатељице, али ти никада ниси разумела шта та реч значи. Зато ћемо сада урадити нешто што ћеш разумети. | ” |
| — Линет Скаво упутила Иди Брит | |   |

Лик Линет Скаво је један од сталних главних ликова серије.

## Преглед
Линет је била успешна пословна жена која се одриче каријере у корист породице. Супруга је Тома Скова с којим име ћерку и три сина. Маћеха је мужевљевој кћерки. У првих пет сезона серије суочена је са многим неприликама, прељубом и раком. Линет је једна од шест удатих домаћица из Вистирија Лејна и једина која је од почетка серије у браку са истим супругом.